# Victor Emanuel al II-lea al Italiei
Victor Emanuel II al Italiei (italiană: Vittorio Emanuele II), (n. 14 martie 1820, Torino, Regatul Sardiniei – d. 9 ianuarie 1878, Roma, Regatul Italiei) a fost supranumit „Regele gentilom”.

## Biografie
Victor Emmanuel al II-lea a fost primul rege al Italiei Unite. Monarh liberal, i-a acordat încredere lui Cavour, fără a renunța vreodată la propria sa autoritate. Pentru supușii săi, Victor Emmanuel al II-lea a fost il re galantuomo, "regele gentilom", cel care a păstrat Constituția liberală "dăruită" Piemontului de tatăl său, Carol Albert. Proclamat în 1861 "rege al Italiei prin Îndurarea lui Dumnezeu și a Națiunii", el desăvârșește unitatea italiană, încheiată În 1878. În 1911, la aniversarea a cincizeci de ani de la unire, în memoria sa a fost ridicat un monument, 1/ Vittoriano, construit în stil neo¬clasic, în relativă dizarmonie cu monumentele romane, a fost poreclit curând "mașina de scris". 
Regatul Italiei
La 27 ianuarie 1861 s-au ținut alegeri pentru primul parlament al noului Regat al Italiei. În martie, Victor Emmanuel a fost recunoscut ca rege al Italiei. Noul Parlament s-a întrunit la Torino, care rămăsese centrul de forță al Italiei, pentru că unificarea fusese o ocupare de către Piemont. Nu numai constituția, dar și sistemele legislativ și administrativ ale Piemontului au fost extinse sau, mai potrivit spus, impuse în restul țării. Regele și-a păstrat titlul său piemontez de Victor Emmanuel II - nu a devenit Victor Emmanuel I al Italiei. Pe plan social și religios, Cavour continuă opera începută de Massimo d'Azeglio în ciuda reticențelor lui Victor Emmanuel al II-lea, care dorește să menajeze papalitatea, Cavour impune reducerea privilegiilor ecleziastice. Partizan al unei "Biserici libere într-un stat liber", el structurează net congregațiile, a căror expansiune încearcă s-o frâneze și obține suprimarea avantajelor fiscale ale Bisericii și totodată confiscarea bunurilor ordinelor contemplative. Roma ia imediat poziție și își recheamă nunțiul de la Torino. O atmosferă anticlericală pare a emana acum din regatul Piemontului

## Unificarea Italiei

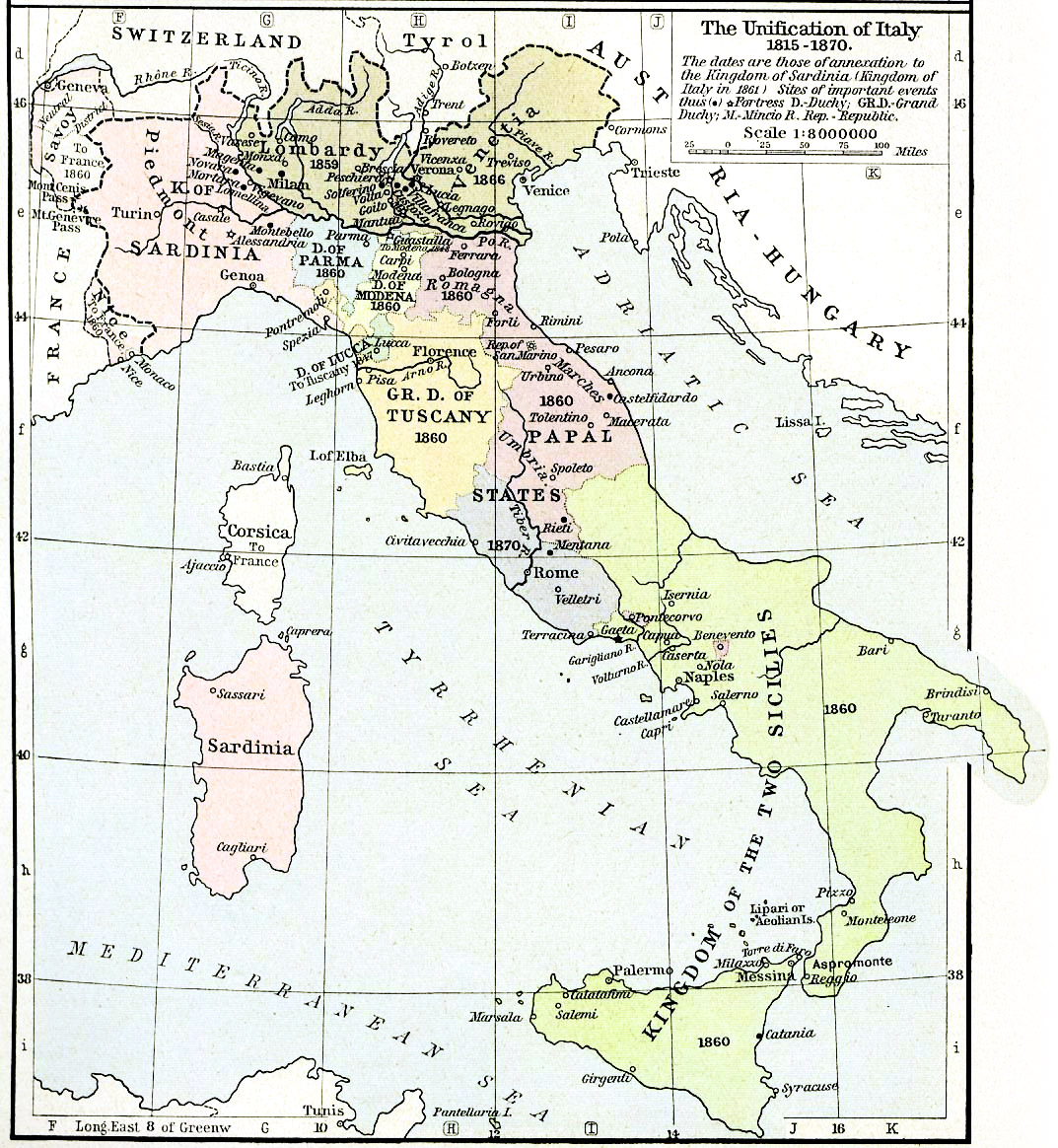
Statele peninsulei Italiei cu data unificării.

După cucerirea Siciliei de către Giuseppe Garibaldi, în iulie 1860, puterile europene și-au dat seama deodată că intenționa să atace zona continentală a regatului Neapolelui. 
În agitația activității diplomatice, a devenit curând clar că doar Marea Britanie, dintre marile puteri era favorabilă scopurilor lui Garibaldi. Napoleon al III-lea nu dorea să deranjeze Marea Britanie intervenind pentru oprirea lui Garibaldi, dar la fel de mult n-ar fi dorit să-l vadă pe acesta ocupând Neapole și amenințând Roma și Papalitatea. El a sugerat prin urmare Marii Britanii posibilitatea unei blocade comune asupra strâmtorii Messina pentru a-l reține pe Garibaldi în Sicilia, dar britanicii au refuzat. Garibaldi a trecut strâmtoarea cu succes la mijlocul lui august, întâlnind doar o rezistență simbolică din partea marinei militare napolitane, cu care convenise deja să nu lupte în mod serios.
Cavour a organizat deci invadarea Statelor Papale de către o armată piemonteză care să-l intercepteze pe Garibaldi înainte de a putea intra în Roma. Era mult mai greu decât se aștepta Cavour să obții sprijin popular pentru invadarea Statelor Papale, armata piemonteză confruntându-se cu o considerabilă opoziție din partea populației civile, în drumul ei spre sud. Atunci când s-a întâlnit în final cu armata lui Garibaldi, Italia de sud și centrală, cu excepția zonei din jurul Romei, era sub controlul Piemontului, iar decizia lui Cavour de a face pasul radical invadând Statele Papale reușise și transformase în realitate unificarea Italiei (a se vedea harta de la pagina 49).
Urmându-și practica obișnuită, Cavour a aranjat să fie organizate plebiscite, mai întâi în Neapole și Sicilia și apoi în Statele Papale. Au fost dificultăți în Sicilia, unde majoritatea populației era analfabetă. Ele au fost depășite prin asigurarea a două buletine de vot separate, unul pentru "da", celălalt pentru "nu" și două urne separate marcate de asemenea cu "da" sau "nu". Plebiscitul punea o singură întrebare "Italia una Vittorio Emmanuele?" adică "ar trebui să fie Italia unită sub Victor Emmanuel?" Nu era nici o mențiune despre alipirea la Piemont, Victor Emmanuel nu era identificat drept rege al Piemontului, iar cuvântul "Italia", care fusese sloganul lui Garibaldi în timpul luptelor, a complicat pur și simplu întrebarea, pentru că majoritatea sicilienilor nu înțelegeau ce înseamnă. Ca urmare a pregătirilor atente făcute de către Piemont, voturile favorabile au fost covârșitoare. 
În părțile răsăritene și centrale ale Statelor Papale, ocupate de Piemont, plebiscitele au fost ținute în noiembrie 1860 și, din nou, s-a înregistrat un număr enorm de voturi în favoarea alipirii. În martie 1861 a fost proclamat Regatul Italiei, deși nu cuprindea chiar întreaga peninsulă; Patrimoniul Sf.Petru, zona din jurul Romei, rămânea sub controlul Papei și sub ocupație franceză, în timp ce Veneția era încă sub austrieci. Altfel, unificarea era aproape completă. 
Cât de mult s-a datorat această situație lui Cavour? Deși s-a stabilit că nu pare să se fi luat în serios unificarea Italiei înainte de înfrângerea Austriei din 1859, el a fost în legătură cu unii conducători ai Societății Naționale în cursul anilor 1850-1860. Această societate era un grup revoluționar care acționa pentru unitatea națională, care pe la mijlocul anilor 1850 lansase ideea unei Italii unite, o monarhie sub Victor Emmanuel al Piemontului. Totuși nu există dovezi că, înainte de 1859, Cavour considera propunerile lor realiste. Apoi, o suită de evenimente - înfrângerea Austriei, revolta din Sicilia, cucerirea părților sudice de către Garibaldi - a schimbat situația și l-a determinat pe Cavour să ia decizia de a invada Statele Papale. Istoricii nu au căzut de acord asupra motivelor sale. A intenționat pur și simplu să-l oprească pe Garibaldi să atace Roma, fiindcă, dacă ar fi reușit, Garibaldi ar fi devenit liderul de necontestat al Italiei, și ar fi provocat dificultăți în relațiile cu Franța, protectorul Papalității sau a fost un oportunist politic ce a văzut șansa realizării speratei unificări a Italiei, prin intervenția În Statele Papale? 
Pe 18 februarie 1861, primul Parlament italian se reunește la Torino, unde Victor Emmanuel al II-lea este proclamat rege al Italiei. Dar Cavour nu poate savura mult timp unirea al cărei artizan a fost, deoarece se stinge din viață pe 6 iunie în același an.

### Desăvârșirea unității Italiei
Cavour se stinge prea devreme pentru a fi martorul completei unificări a Italiei: la moartea sa, mai lipseau Veneția și Roma. Abia în 1866 regiunea Veneto, cu excepția orașului Trieste, este alipită la tânărul regat, după înfrângerea austriecilor în fața prusacilor la Sadova. Soluționarea problemei romane se lovește însă de inflexibilitatea lui Napoleon al III-lea. Dar pe fondul frământărilor interne din Franța În anul 1870, trupele italiene pătrund în Roma pe 20 septembrie. Este organizat un plebiscit și majoritatea populației se pronunță pentru unirea cu Italia. Victor Emmanuel nu intră în Roma înainte de votarea, pe 13 mai 1871, a "legii de garanții", care precizează statutul Sfântului Scaun. Papa rămâne suveran și își păstrează proprietatea asupra Palatelor Vatican, Laterano și Castel Gandolfo. Retras în spatele zidurilor Vaticanului, refuzând orice contact cu statul italian pe care nu-l recunoaște, Pius al IX-lea este izolat, prizonier al propriei sale intransigențe.
Atunci când armata lui Cavour a intrat în Statele Papale, la 11 septembrie, pentru a-l împiedica pe Garibaldi să ajungă la Roma, Napoleon a trebuit să dezaprobe public o asemenea agresiune neprovocată, dar unele dovezi indirecte sugerează că fusese încheiat un acord secret cu primul-ministru Cavour, prin care Franța nu ar fi trebuit să intervină atâta timp cât Garibaldi nu ar fi ajuns la Roma. Relațiile diplomatice dintre Franța și Piemont fuseseră rupte temporar, dar se pare că a fost un simplu gest al lui Napoleon și nu trebuia luat în serios.
În următorii zece ani, problemele legate de modul cum puteau fi încorporate Roma și Veneția în noul regat al Italiei erau foarte presante. Roma era considerată de majoritatea italienilor drept capitala fireasca a țării lor, vatra vechilor împărați romani și simbolul măreției trecute. Garnizoana franceză din Roma și ocupația austriacă a Veneției aminteau mereu că izgonirea străinilor nu fusese împlinită. într-un fel sau altul, Napoleon III avea sa găsească o soluție acestor probleme.

## Întrevederea de laPlombieres
În stațiunea balneară Plombieres din Munții Vosgi, unde se află la tratament, Napoleon al III-lea acceptă să-l întâlnească pe Cavour, venit pentru a solicita ajutorul Franței. Deși nu este prea tentat de aventura italiană, Împăratul se arată conciliant și chiar dispus să accepte unirea Italiei, deși aceasta l-ar leza pe papa Pius al IX-lea, nașul fiului său! Să fi fost el influențat de atentatul comis asupra sa de italianul Orsini? Acesta afirmase că a acționat astfel pentru a-i pedepsi pe Napoleon al III-lea fiindcă nu vrea să ajute cauza Italiei. Însă un alt argument trebuie să-l fi convins: Victor Emmanuel al II-lea și Cavour o trimiseseră la Împărat pe cea despre care se spunea că este "cea mai frumoasă femeie din Europa", supranumită la Castiglione, și se pare că ambasada fermecătoare a acesteia fusese un succes. Trei bombe și o femeie au făcut posibil ca întrevederea de la Plombieres să se încheie cu un acord.

## Veneția

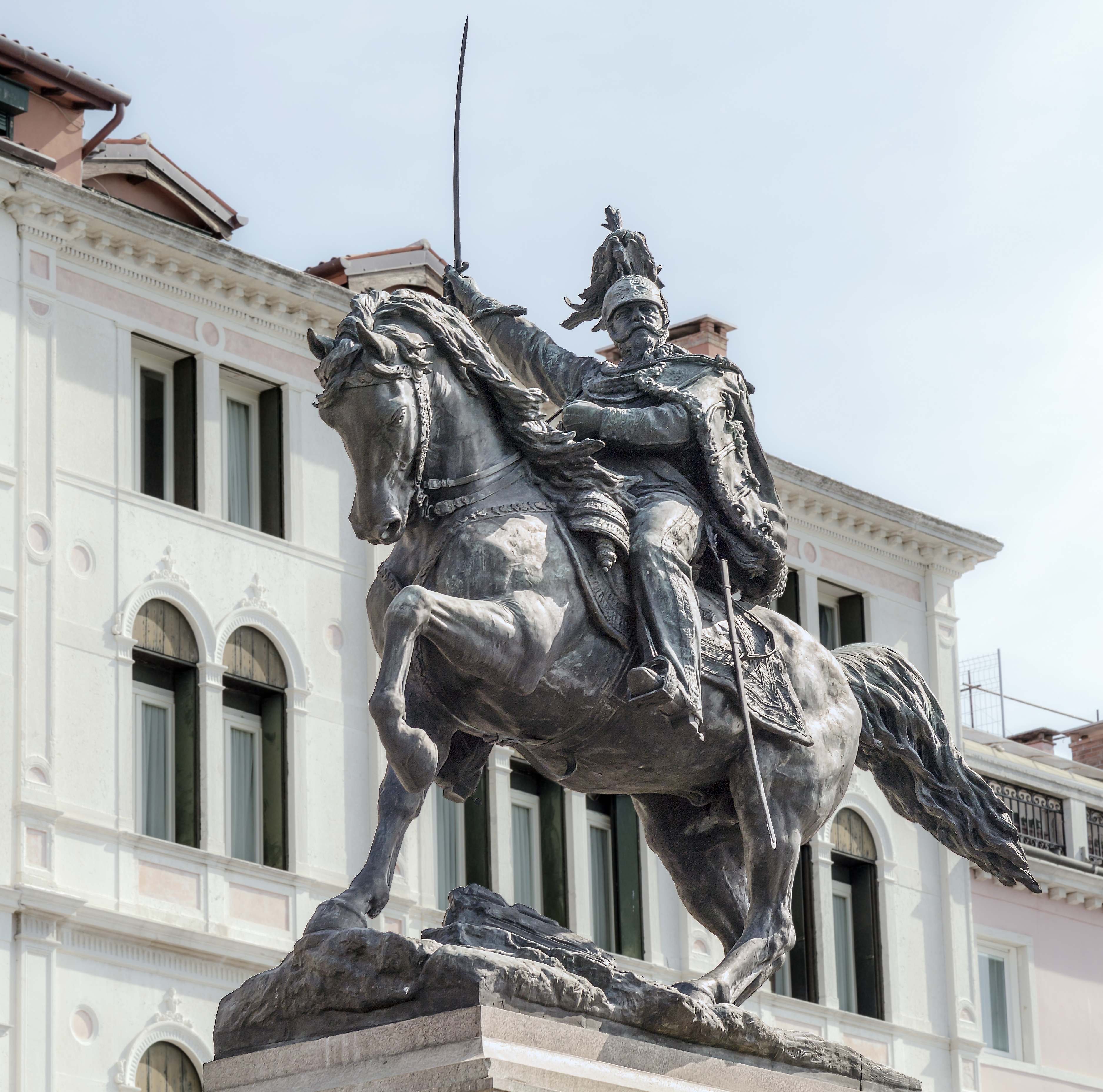
Victor Emanuel al II în Veneția.

În 1866, chestiunea Veneției ajunsese la un punct culminant. Prusia era implicată în lupta cu Austria pentru controlul asupra Germaniei. Într-un tratat secret încheiat cu Prusia, Italia căzuse de acord ca, în cazul în care Prusia ar fi pornit la război cu Austria în următoarele două luni, aceasta ar fi trebuit să declare război Austriei imediat după Prusia. La sfârșitul războiului, după înfrângerea Austriei, Italia ar fi primit Veneția ca recompensă pentru serviciile oferite prin crearea unui al doilea front într-un război între Austria și Prusia.
Asigurându-se că Italia ar fi câștigat Veneția dacă Prusia ar fi învins, Napoleon trebuia acum să se asigure că același lucru s-ar întâmpla dacă ar învinge Austria. Prin urmare, el a semnat un tratat secret cu Austria în care au convenit ca, dacă Austria înfrânge Prusia, Veneția să fie cedată Franței și apoi remisă Italiei de către Napoleon. În schimb, Franța trebuia să rămână neutră în timpul războiului. Nu este de mirare că Napoleon avea o reputație de viclenie și joc dublu în toată Europa.
Războiul, cunoscut în Germania ca “Războiul de șapte săptămâni” și în Italia ca “Al III-lea Război de Independență”, a început la 14 iulie 1866. După 10 zile, Italia era înfrântă de Austria în bătălia de la Custoza, în primul rând datorită proastei conduceri, dar pe 3 iulie, Austria este înfrântă, la rândul ei de către Prusia la Koninggratz. Austria a cedat imediat Veneția lui Napoleon, care a remis-o imediat Italiei. Deși era binevenită pentru Italia, obținerea Veneției, felul în care fusese obținută, nu de către italieni, ci prin jocul marilor puteri, Prusia, Austria și Franța, era uimitor. A urmat o nouă umilință peste câteva săptămâni, când flota italiană a fost zdrobită de cea mai mică flotă austriacă în bătălia de la Lissa. În ciuda acestei înfrângeri, pacea de la Proaga, semnată în august 1866, a confirmat alipirea Veneției la Italia, apropiind cu un pas unificarea deplină a Italiei.

## Roma
Peste patru ani, atunci când războiul franco-prusian a izbucnit, în iulie 1870, Italia a rămas neutră. Victor Emmanuel avea sentimentul că, prin căsătoria fiicei sale cu vărul lui Napoleon, era obligat să vină în ajutorul Franței, dar guvernul său aprecia altfel situația. Napoleon avea nevoie urgent de o armată mare și a retras trupele franceze din Roma curând după începerea războiului. Guvernul italian nu a reacționat imediat, dar, după ce Napoleon fusese înfrânt și luat prizonier de către prusaci, la 1 septembrie 1870, a socotit că poate acționa în siguranță.
Victor Emmanuel a trimis o scrisoare Papei, la 8 septembrie, cerându-i să ajungă la un acord cu guvernul și să accepte pierderea puterii sale patrimoniale, care din 1848, depinsese de prezența trupelor franceze. El îl îndemna pe Papă să permită ca Roma să devină capitala Italiei și să se ajungă la un aranjament de felul celui sugerat de Cavour în martie 1861. Acesta ar fi separat biserica și statul, lăsându-l pe Papă fără putere patrimonială, dar cu o deplină independență spirituală, apărută și garantată de către stat – o biserică liberă într-un stat liber. Victor Emmanuel scria:
„Eu, fiind rege catolic și italian și, în această calitate, apărător, prin grația divină și voința națională, al destinelor tuturor italienilor, simt că datoria mea este, în fața Europei și a lumii catolice, să-mi iau răspunderea de a menține ordinea în peninsulă și siguranța Sfântului Scaun… Capul Bisericii Catolice, înconjurat de devoțiunea poporului italian, și-ar păstra pe malurile Tibrului un scaun glorios, independent de orice suveranitate umană. Eliberând Roma de trupe străine, Sanctitatea Voastră va îndepărta pericolul permanent de a fi teatru de luptă pentru elemente distructive”.
Peste trei zile Papa a răspuns: „Nu pot admite cererile din scrisoarea dumneavoastră, nici nu pot să accept principiile pe care le conține”.
Ca urmare, guvernul a decis trimiterea unei armate de 60.000 de oameni pentru ocuparea Romei. Trupele papale s-au opus imediat, dar orașul a fost bombardat de artileria guvernamentală și s-a făcut o breșă în zidurile cetății. Pe 20 septembrie, armata lui Victor Emmanuel a intrat în Roma. S-a ținut un plebiscit în octombrie. Roma a votat în unanimitate pentru unirea cu restul Italiei și a devenit capitala țării. Il Risorgimento se încheiase triumfător: regatul Italiei era deplin unit. Regele se adresa primei sesiuni a Parlamentului, care avea să se țină în noua capitală, cu următoarele cuvinte: “Opera căreia ne-am consacrat viețile s-a realizat”. Singura problemă rămasă era ce trebuia făcut cu Papa.
Ce s-a întâmplat de fapt în luna aceea infernală a lui august 1860 ...
Atunci lumea se întorsese, în sfârșit, împotriva Bisericii. Dar ceea ce s-a întâmplat în vara aceea lungă, pregătită în urmă cu mai bine de un secol, începuse de fapt în 1823 și continuase timp de douăzeci și trei de ani, sub pontificatul lui Leon al XII-lea, Pius al VIII-lea și Grigorie al XVI-lea, douăzeci și trei de ani de opresiune papală și dictatură în orașul Romei și în statele papale, unde domneau regii-papi. Aproape un sfert de milion de cetățeni au fost condamnați la moarte, la închisoare pe viață sau au fost exilați pentru comiterea unor delicte politice - adică pentru că au provocat neplăceri Bisericii. Cărțile erau cenzurate, oamenii nu aveau voie să se adune în grupuri mai mari de trei persoane, călătoriile erau drastic scurtate, iar tribunalele erau pretutindeni în sesiune pentru a aplica cele mai severe pedepse acuzaților. Procesele se desfășurau în întregime în latină, în consecință oamenii înțelegeau foarte rar de ce erau acuzați. Dreptatea a încetat să mai existe în timpul acestor papi, fiind înlocuită de capriciu - Leon al XII-lea a reintrodus Inchiziția și torturile ei inumane - și de papi care nu ascultau glasul supușilor lor. Fiecare piață din oraș era împodobită cu o spânzurătoare, gata oricând să-i primească pe cei care intrau în conflict cu Biserica. 
Societățile secrete proliferau. Crimele au devenit un mod de viață. Atunci când oamenii din Bologna, de exemplu, s-au răsculat, represiunea a fost brutală. Trupele austriece păreau tot timpul gata să răspundă la apelul papei, trecând granița statelor papale pentru a exersa arta războiului asupra rebelilor. Dar fluxul istoriei a copleșit vechile metode și în 1843 poporul- prostimea, în ochii Bisericii - a cucerit Roma. 
Pius al IX-lea a fost ales papa în 1846 și lumea pe care a moștenit-o era una disperată, cel puțin văzuta de la fereastra palatului pontifical. Garibaldi și Mazzini erau în plină glorie și, la puțin timp după ce a urcat pe tronul lui Petru, Pius a fugit din Roma, noaptea, în trăsura ministrului Bavariei, nu s-a oprit până la Napoli și apoi a trecut dintr-o ascunzătoare în alta, pentru că romanii proclamaseră republica, renunțaseră simbolic la papă, uciseseră preoții și jefuiseră bisericile. Abia după patru ani a putut să se întoarcă la Roma, atunci când armata franceză a cucerit orașul. Mazzini a fugit în Elveția, Garibaldi s-a întors în munți. Pius al IX-lea s-a întors, într-adevăr, sprijinit de o putere străină, dar adevărul era - și Pius îl cunoștea - că inscripția de pe Palatul Laterano nu mai putea fi ștearsă. 
Pius al IX-lea își începuse domnia cu un val de popularitate și îi răspunsese încercând să ofere poporului ceea ce dorea. I-a izgonit pe iezuiți, a dat cale liberă publicării unui ziar popular, a distrus ghetoul, a recunoscut utilitatea unei căi ferate în statele papale, a proclamat o constituție civilă - toate în efortul de a șterge urmările ultimului sfert de secol. Dar nu a mai rămas nimic. Istoria a trecut peste el ca un tăvălug. Poporul dorea viitorul, nu trecutul, iar viitorul nu însemna pentru ei să se afle în proprietatea papei, ci să aparțină noii națiuni italiene. 
În trecut, când lumea încălca teritoriul papalității, exista întotdeauna o ripostă lumească, o armată la care se putea apela oricând. Silvestru I, Leon al III-lea, Grigorie al VIII-lea, Clement al VII-lea - toți au rezistat atacurilor laicilor chemând la ordine o armată sau alta, dar în 1869 nu mai rămăsese nimeni care să sară în ajutorul papei, nici o armată care să salveze instituția papală. În capitalele Europei se luase o hotărâre de facto: papalitatea era terminată. Times din Londra vorbea despre "sfârșitul venerabilei instituții". 
Niciodată, în secolele care trecuseră de la viziunea lui Constantin, lucrurile nu fuseseră atât de grave, dar Pius mai avea un as în mânecă și se vedea obligat sa-l joace. S-a întors la puterea pe care Isus i-a dat-o lui Petru, puterea spiritului. În 18 iulie 1870 Conciliul Vatican I a adoptat principiul infailibilității papale și pe cel al primatului petrin. Prin aceasta Biserica Catolică își declarase conducătorul, autoritatea spirituală pe pământ. 
Francezii, retrăgându-se din fața armatei prusace în 1870, au părăsit Roma în ziua de nouăsprezece august. Numai armata de patru mii de oameni a generalului Kanzler mai stătea între integritatea ultimului papă-rege și armata națională italiană, de peste șaizeci de mii de oameni, a generalului Cadorna, aflată la mai puțin de o zi de zidurile Romei. Pius, nemaiavând cui să ceară ajutor, a ordonat numai o rezistență formală și apoi capitularea.
Regele Victor Emmanuel, în fruntea noii sale națiuni, câștigase. Roma avea să fie capitala întregii Italii. În ziua de douăzeci, la răsăritul soarelui, artileria italiană a pornit focul.
După mai puțin de cinci ore, steagul alb a fluturat pe domul Sfântului Petru. În octombrie a avut loc un plebiscit în toate statele papale. Au fost 132.681 de voturi în favoarea unirii cu Republica Italiană și numai 1.505 împotrivă. 
În primăvara anului 1871 parlamentul italian a acordat suveranitatea papei asupra unei lumi reduse, alcătuită din Vatican, Laterano și reședința de vară de la Castel Gandolfo. Atunci și pentru tot restul vieții lui, Pius a răspuns cu amărăciune: "Voi fi un prizonier." 
Cu puțin timp înainte de moartea sa, în 1861, Cavour vorbise despre “o biserică liberă într-un stat liber”. Ideea sa era să separe biserica și statul. Puterile patrimoniale ale Papei ar fi încetat și restul ținuturilor papale absorbite de statul italian, dar Papa ar fi rămas un suveran independent, cu propriul său corp diplomatic, iar bisericii i s-ar fi garantat deplina libertate față de orice amestec al statului. Pius IX păruse la început pregătit să ia în considerație astfel de argumente, dar curând s-a răzgândit și a încheiat brusc negocierile oficiale.
Pe măsură ce puterile patrimoniale începeau să-i scape din mână, Papa a început să-și întărească puterea spirituală. În 1864 el a promulgat controversata enciclica “Syllabus”, care a avut ca efect condamnarea liberalismului și a toleranței religioase și depărtarea bisericii de la realitățile lumii sec. al XIX lea. În iulie 1870 doctrina “infailibilității Papei” a fost proclamată de către Pius al IX-lea în timpul Conciliului Vatican I. Această doctrină susținea că declarațiile papei în materie de credință sunt infailibile – ele nu puteau fi greșite și nici nu puteau fi schimbate. 
Papa a refuzat să accepte pensia de stat oferită din partea statului, l-a excomunicat pe Victor Emmanuel și pe guvernul său, dar nu a putut schimba situația. Biserica și statul au rămas în cele din urmă separate.

## Familie
In 1842, s-a căsătorit cu verișoara sa Adelaide a Austriei, fiica Arhiducelui Rainer, in Turin, oraș localizat in partea de nord a Italiei. Adelaide era liniștită și iubitoare, însă Emanuele a avut mai multe amante pe parcursul vieți sale.
Cuplul a avut 8 copii, dintre care 3 au murit prematur.
- Maria Clotilde de Savoiei, Prințesa Napoleon (3 iunie 1822 - 20 ianuarie 1855); S-a căsătorit cu Napoléon Joseph Charles Paul Bonaparte cu care a avut 3 copii.
- Umberto I, Rege al Italiei  (n. 14 martie 1820 – 9 ianuarie 1878); A moștenit tronul italian după moartea tatălui său.
- Amadeo I, Rege al Spaniei (30 mai 1845 – 18 ianuarie 1890); Singurul rege al Spaniei, care a provenit din familia Savoia.
- Prințul Oddone de Savoia, Duce de Montferrat ( n. 11 iulie 1846 - d. 22 ianuarie 1866); A mostenit o boală genetică, care a produs ca acesta să sufere nanism. A murit la vârsta de 19.
- Maria Pia de Savoia, Regină Consoartă a Portugaliei (n.14 februarie 1847 – d. 5 iulie 1911). A fost căsătorită cu Luís I, Rege al Portugaliei cu care a avut 2 copii.
- Carlo Alberto, Duce de Chablais (2 Iunie1851 – 28 Iunie 1854)
- Vittorio Emanuele (6 Iulie 1852 – 6 Iulie 1852).
- Vittorio Emanuele, Conte de Geneva (18 Ianuarie 1855 – 17 Mai 1855)

S-a căsătorit cu amanată sa principală Rosa Vercellana, Countess de Mirafiori și Fontanafredda, care nu era aristocrată.
Aceasta nu a fost recunoscută nicioadată ca Regină Consoartă a Italiei în ciudata noului statut obținut după căsătorie. Mariajul a produs 2 copii:
- Vittoria Guerrieri (2 Decembrie 1848 – 29 Decembrie 1905); A fost căsătorită de 3 ori și a avut urmași.
- Emanuele Alberto Guerrieri, Conte de Mirafiori and Fontanafredda (16 Martie 1851 – 24 Decembrie 1894)

Acesta a avut mai mult amante in timpul celor două căsătorii.
1.Cu actrița Laura Bon cu care a avut o relație amoroasă din 1844 până in 1858
- Maria Emanuela Alberta Vittoria Guerrieri di Roverbella (6 Septembrie 1853 – 1890); A fost căsătorită cu Vincenzo Pietraforte.

2.Cu Baroana Vittoria Duplesis:
- Savoiarda de Savoy (1856-1885).

3.Cu O femeie din Mondovì:
- Donato Etna (1858 – 1938); A devenit soldat in al doilea război mondial.

4.Cu Virginia Rho din Turin:
- Fotograful Vittorio di Rho (1861 – Turin, 10 October 1913)
- Contesa Maria Pia di Rho (25 February 1866 – Vienna, 19 April 1947). S-a căsătorit cu Contele Alessandro Montecuccoli.

5.Cu Rosalinda Incoronata De Domenicis (1846-1916):
- Vittoria De Domenicis (1869-1935)

6.Cu Angela Rosa De Filippo: 
- Actorul Domenico Scarpetta (1876-1952)